# Lista över världsmästare i längdåkning för herrar
Detta är en lista över världsmästare i längdåkning för herrar.

## 18 km, 17 km och 15 km intervallstart
Debuterade: 1925. Ströks: 2023
| Spel                   | Guld                             | Silver                           | Brons                            |
| 18 km                  |                                  |                                  |                                  |
| 1925 Johannisbad       | Otakar Německý (TCH)             | František Donth (TCH)            | Josef Erleback (TCH)             |
| 1926                   | Inte inkluderat i VM             | Inte inkluderat i VM             | Inte inkluderat i VM             |
| 1927 Cortina d'Ampezzo | John Lindgren (SWE)              | František Donth (TCH)            | Viktor Schneider (GER)           |
| 17 km                  |                                  |                                  |                                  |
| 1929 Zakopane          | Veli Saarinen (FIN)              | Anselm Knuuttila (FIN)           | Hjalmar Bergström (SWE)          |
| 1930 Oslo              | Arne Rustadstuen (NOR)           | Trygve Brodahl (NOR)             | Tauno Lappalainen (FIN)          |
| 18 km                  |                                  |                                  |                                  |
| 1931 Oberhof           | Johan Grøttumsbråten (NOR)       | Kristian Hovde (NOR)             | Nils Svärd (SWE)                 |
| 1933 Innsbruck         | Nils-Joel Englund (SWE)          | Hjalmar Bergström (SWE)          | Väinö Liikkanen (FIN)            |
| 1934 Sollefteå         | Sulo Nurmela (FIN)               | Veli Saarinen (FIN)              | Martti Lappalainen (FIN)         |
| 1935 Vysoké Tatry      | Klaes Karppinen (FIN)            | Oddbjørn Hagen (NOR)             | Olaf Hoffsbakken (NOR)           |
| 1937 Chamonix          | Lars Bergendahl (NOR)            | Kalle Jalkanen (FIN)             | Pekka Niemi (FIN)                |
| 1938 Lahtis            | Pauli Pitkänen (FIN)             | Alfred Dahlqvist (SWE)           | Kalle Jalkanen (FIN)             |
| 1939 Zakopane          | Juho 'Jussi' Kurikkala (FIN)     | Klaes Karppinen (FIN)            | Carl Pahlin (SWE)                |
| 1950 Lake Placid       | Karl-Erik Åström (SWE)           | Enar Josefsson (SWE)             | Arnljot Nyaas (NOR)              |
| 15 km                  |                                  |                                  |                                  |
| 1954 Falun             | Veikko Hakulinen (FIN)           | Arvo Viitanen (FIN)              | August Kiuru (FIN)               |
| 1958 Lahtis            | Veikko Hakulinen (FIN)           | Pavel Kolchin (URS)              | Anatoly Shelyukhin (URS)         |
| 1962 Zakopane          | Assar Rönnlund (SWE)             | Harald Grønningen (NOR)          | Einar Østby (NOR)                |
| 1966 Oslo              | Gjermund Eggen (NOR)             | Ole Ellefsæter (NOR)             | Odd Martinsen (NOR)              |
| 1970 Vysoké Tatry      | Lars-Göran Åslund (SWE)          | Odd Martinsen (NOR)              | Fjodor Simasjov (URS)            |
| 1974 Falun             | Magne Myrmo (NOR)                | Gerhard Grimmer (GDR)            | Vasilij Rotjev (URS)             |
| 1978 Lahtis            | Josef Łuszczek (POL)             | Jevgenij Beljajev (URS)          | Juha Mieto (FIN)                 |
| 1982 Oslo              | Oddvar Brå (NOR)                 | Aleksandr Zavjalov (URS)         | Harri Kirvesniemi (FIN)          |
| 1985 Seefeld           | Kari Härkönen (FIN)              | Thomas Wassberg (SWE)            | Maurilio De Zolt (ITA)           |
| 1987 Oberstdorf        | Marco Albarello (ITA)            | Thomas Wassberg (SWE)            | Michail Devjatjarov (URS)        |
| 1989 Lahtis fristil    | Gunde Svan (SWE)                 | Torgny Mogren (SWE)              | Lars Håland (SWE)                |
| 1989 Lahtis klassiskt  | Harri Kirvesniemi (FIN)          | Pål Gunnar Mikkelsplass (NOR)    | Vegard Ulvang (NOR)              |
| 1991 Val di Fiemme     | Bjørn Dæhlie (NOR)               | Gunde Svan (SWE)                 | Vladimir Smirnov (URS)           |
| 1993-1999              | Inte inkluderat i VM-programmet. | Inte inkluderat i VM-programmet. | Inte inkluderat i VM-programmet. |
| 2001 Lahtis            | Per Elofsson (SWE)               | Mathias Fredriksson (SWE)        | Odd-Bjørn Hjelmeset (NOR)        |
| 2003 Val di Fiemme     | Axel Teichmann (GER)             | Jaak Mae (EST)                   | Frode Estil (NOR)                |
| 2005 Oberstdorf        | Pietro Piller Cottrer (ITA)      | Fulvio Valbusa (ITA)             | Tore Ruud Hofstad (NOR)          |
| 2007 Sapporo           | Lars Berger (NOR)                | Leanid Karnijenka (BLR)          | Tobias Angerer (GER)             |
| 2009 Liberec           | Andrus Veerpalu (EST)            | Lukáš Bauer (CZE)                | Matti Heikkinen (FIN)            |
| 2011 Oslo              | Matti Heikkinen (FIN)            | Eldar Rönning (NOR)              | Martin Johnsrud Sundby (NOR)     |
| 2013 Val di Fiemme     | Petter Northug (NOR)             | Johan Olsson (SWE)               | Tord Asle Gjerdalen (NOR)        |
| 2015 Falun             | Johan Olsson (SWE)               | Maurice Manificat (FRA)          | Anders Gløersen (NOR)            |
| 2017 Lahtis            | Iivo Niskanen (FIN)              | Martin Johnsrud Sundby (NOR)     | Niklas Dyrhaug (NOR)             |
| 2019 Seefeld           | Martin Johnsrud Sundby (NOR)     | Aleksandr Bessmertnych (RUS)     | Iivo Niskanen (FIN)              |
| 2021 Oberstdorf        | Hans Christer Holund (NOR)       | Simen Hegstad Krüger (NOR)       | Harald Østberg Amundsen (NOR)    |
| 2023 Planica           | Simen Hegstad Krüger (NOR)       | Harald Østberg Amundsen (NOR)    | Hans Christer Holund (NOR)       |

## 50 km
Debuterade: 1925.
| Spel                   | Guld                         | Silver                                  | Brons                      |
| Intervallstart         |                              |                                         |                            |
| 1925 Johannisbad       | František Donth (TCH)        | František Häckel (TCH)                  | Antonín Ettrich (TCH)      |
| 1926 Lahtis            | Matti Raivio (FIN)           | Tauno Lappalainen (FIN)                 | Olav Kjelbotn (NOR)        |
| 1927 Cortina d'Ampezzo | John Lindgren (SWE)          | John Wikström (SWE)                     | František Donth (TCH)      |
| 1929 Zakopane          | Anselm Knuuttila (FIN)       | Veli Saarinen (FIN)                     | Olle Hansson (SWE)         |
| 1930 Oslo              | Sven Utterström (SWE)        | Arne Rustadstuen (NOR)                  | Adiel Paananen (FIN)       |
| 1931 Oberhof           | Ole Stenen (NOR)             | Martin Peder Vangli (NOR)               | Karl Lindberg (SWE)        |
| 1933 Innsbruck         | Veli Saarinen (FIN)          | Sven Utterström (SWE)                   | Hjalmar Bergström (SWE)    |
| 1934 Sollefteå         | Elis Wiklund (SWE)           | Nils-Joel Englund (SWE)                 | Olli Remes (FIN)           |
| 1935 Vysoké Tatry      | Nils-Joel Englund (SWE)      | Klaes Karppinen (FIN)                   | Trygve Brodahl (NOR)       |
| 1937 Chamonix          | Pekka Niemi (FIN)            | Klaes Karppinen (FIN)                   | Vincenzo Demetz (ITA)      |
| 1938 Lahtis            | Kalle Jalkanen (FIN)         | Alvar Rantalahti (FIN)                  | Lars Bergendahl (NOR)      |
| 1939 Zakopane          | Lars Bergendahl (NOR)        | Klaes Karppinen (FIN)                   | Oscar Gjøslien (NOR)       |
| 1950 Lake Placid       | Gunnar Eriksson (SWE)        | Enar Josefsson (SWE)                    | Nils Karlsson (SWE)        |
| 1954 Falun             | Vladimir Kuzin (URS)         | Veikko Hakulinen (FIN)                  | Arvo Viitanen (FIN)        |
| 1958 Lahtis            | Sixten Jernberg (SWE)        | Veikko Hakulinen (FIN)                  | Arvo Viitanen (FIN)        |
| 1962 Zakopane          | Sixten Jernberg (SWE)        | Assar Rönnlund (SWE)                    | Kalevi Hämäläinen (FIN)    |
| 1966 Oslo              | Gjermund Eggen (NOR)         | Arto Tiainen (FIN)                      | Eero Mäntyranta (FIN)      |
| 1970 Vysoké Tatry      | Kalevi Oikarainen (FIN)      | Vjatsjeslav Vedenin (URS)               | Gerhard Grimmer (GDR)      |
| 1974 Falun             | Gerhard Grimmer (GDR)        | Stanislav Henych (TCH)                  | Thomas Magnuson (SWE)      |
| 1978 Lahtis            | Sven-Åke Lundbäck (SWE)      | Jevgenij Beljajev (URS)                 | Jean-Paul Pierrat (FRA)    |
| 1982 Oslo              | Thomas Wassberg (SWE)        | Juruj Burlakov] (URS)                   | Lars-Erik Eriksen (NOR)    |
| 1985 Seefeld           | Gunde Svan (SWE)             | Maurilio De Zolt (ITA)                  | Ove Aunli (NOR)            |
| 1987 Oberstdorf        | Maurilio De Zolt (ITA)       | Thomas Wassberg (SWE)                   | Torgny Mogren (SWE)        |
| 1989 Lahtis            | Gunde Svan (SWE)             | Torgny Mogren (SWE)                     | Alexej Prokurorov (URS)    |
| 1991 Val di Fiemme     | Torgny Mogren (SWE)          | Gunde Svan (SWE)                        | Maurilio De Zolt (ITA)     |
| 1993 Falun             | Torgny Mogren (SWE)          | Hervé Balland (FRA)                     | Bjørn Dæhlie (NOR)         |
| 1995 Thunder Bay       | Silvio Fauner (ITA)          | Bjørn Dæhlie (NOR)                      | Vladimir Smirnov (KAZ)     |
| 1997 Trondheim         | Mika Myllylä (FIN)           | Erling Jevne (NOR)                      | Bjørn Dæhlie (NOR)         |
| 1999 Ramsau            | Mika Myllylä (FIN)           | Andrus Veerpalu (EST)                   | Mikhail Botvinov (AUT)     |
| 2001 Lahtis            | Johann Mühlegg (ESP)         | René Sommerfeldt (GER)                  | Sergej Krijanin (RUS)      |
| 2003 Val di Fiemme     | Martin Koukal (CZE)          | Anders Södergren (SWE)                  | Jörgen Brink (SWE)         |
| Masstart               |                              |                                         |                            |
| 2005 Oberstdorf        | Frode Estil (NOR)            | Anders Aukland (NOR)                    | Odd-Bjørn Hjelmeset (NOR)  |
| 2007 Sapporo           | Odd-Bjørn Hjelmeset (NOR)    | Frode Estil (NOR)                       | Jens Filbrich (GER)        |
| 2009 Liberec           | Petter Northug (NOR)         | Maksim Vylegzjanin (RUS)                | Tobias Angerer (GER)       |
| 2011 Oslo              | Petter Northug (NOR)         | Maksim Vylegzjanin (RUS)                | Tord Asle Gjerdalen (NOR)  |
| 2013 Val di Fiemme     | Johan Olsson (SWE)           | Dario Cologna (SUI)                     | Alexej Poltoranin (KAZ)    |
| 2015 Falun             | Petter Northug (NOR)         | Lukas Bauer (CZE)                       | Johan Olsson (SWE)         |
| 2017 Lahtis            | Alex Harvey (CAN)            | Sergej Ustiugov (RUS)                   | Matti Heikkinen (FIN)      |
| 2019 Seefeld           | Hans Christer Holund (NOR)   | Aleksandr Bolsjunov (RUS)               | Sjur Røthe (NOR)           |
| 2021 Oberstdorf        | Emil Iversen (NOR)           | Aleksandr Bolsjunov Ryska skidförbundet | Simen Hegstad Krüger (NOR) |
| 2023 Planica           | Pål Golberg (NOR)            | Johannes Høsflot Klæbo (NOR)            | William Poromaa (SWE)      |
| 2025 Trondheim         | Johannes Høsflot Klæbo (NOR) | William Poromaa (SWE)                   | Simen Hegstad Krüger (NOR) |

50 km är en av endast tre grenar som har varit med i alla VM.
Klassisk stil: 1925-1982, 1997-1999, 2005-2007, 2013-2015. Fristil: 1985-1995, 2001-2003, 2009-2011, 2017-2019.

## 30 km
Debuterade: 1926. Ströks: 2003
| Spel               | Guld                      | Silver                  | Brons                    |
| Intervallstart     |                           |                         |                          |
| 1926 Lahtis        | Matti Raivio (FIN)        | Tauno Lappalainen (FIN) | Veli Saarinen (FIN)      |
| 1927-1950          | Inte inkluderat i VM      | Inte inkluderat i VM    | Inte inkluderat i VM     |
| 1954 Falun         | Vladimir Kuzin (URS)      | Veikko Hakulinen (FIN)  | Martti Lautala (FIN)     |
| 1958 Lahtis        | Kalevi Hämäläinen (FIN)   | Pavel Kolchin (URS)     | Sixten Jernberg (SWE)    |
| 1962 Zakopane      | Eero Mäntyranta (FIN)     | Janne Stefansson (SWE)  | Giulio de Florian (ITA)  |
| 1966 Oslo          | Eero Mäntyranta (FIN)     | Kalevi Laurila (FIN)    | Walter Demel (GER)       |
| 1970 Vysoké Tatry  | Vjatsjeslav Vedenin (URS) | Gerhard Grimmer (GDR)   | Odd Martinsen (NOR)      |
| 1974 Falun         | Thomas Magnuson (SWE)     | Juha Mieto (FIN)        | Jan Staszel (POL)        |
| 1978 Lahtis        | Sergej Saveljev (URS)     | Nikolay Zimyatov (URS)  | Josef Łuszczek (POL)     |
| 1982 Oslo          | Thomas Eriksson (SWE)     | Lars-Erik Eriksen (NOR) | Bill Koch (USA)          |
| 1985 Seefeld       | Gunde Svan (SWE)          | Ove Aunli (NOR)         | Harri Kirvesniemi (FIN)  |
| 1987 Oberstdorf    | Thomas Wassberg (SWE)     | Aki Karvonen (FIN)      | Christer Majbäck (SWE)   |
| 1989 Lahtis        | Vladimir Smirnov (URS)    | Vegard Ulvang (NOR)     | Christer Majbäck (SWE)   |
| 1991 Val di Fiemme | Gunde Svan (SWE)          | Vladimir Smirnov (URS)  | Vegard Ulvang (NOR)      |
| 1993 Falun         | Bjørn Dæhlie (NOR)        | Vegard Ulvang (NOR)     | Vladimir Smirnov (KAZ)   |
| 1995 Thunder Bay   | Vladimir Smirnov (KAZ)    | Bjørn Dæhlie (NOR)      | Aleksej Prokurorov (RUS) |
| 1997 Trondheim     | Aleksej Prokurorov (RUS)  | Bjørn Dæhlie (NOR)      | Thomas Alsgaard (NOR)    |
| 1999 Ramsau        | Mika Myllylä (FIN)        | Thomas Alsgaard (NOR)   | Bjørn Dæhlie (NOR)       |
| 2001 Lahtis        | Andrus Veerpalu (EST)     | Frode Estil (NOR)       | Michail Ivanov (RUS)     |
| Masstart           |                           |                         |                          |
| 2003 Val di Fiemme | Thomas Alsgaard (NOR)     | Anders Aukland (NOR)    | Frode Estil (NOR)        |

Klassisk stil: 1926, 1954-95, 2001. Fristil: 1997-99.

## 4 x 10 km / 4 x 7,5 km stafett
Debuterade: 1933
| Spel               | Guld | Silver                                                                                     | Brons |
| 4 x 10 km          | |                                                                                            | |
| 1933 Innsbruck     | Per-Erik Hedlund Sven Utterström Nils-Joel Englund Hjalmar Bergström Sverige                                                                                       | František Šimunek Vladimír Novák Antonín Barton Cyril Musil Tjeckoslovakien                | Hugo Gstrein Hermann Gadner Balthasar Niederkofler Harald Paumgarten Österrike                                                                 |
| 1934 Sollefteå     | Sulo Nurmela Klaes Karppinen Martti Lappalainen Veli Saarinen Finland                                                                                              | Walter Motz Josef Schreiner Willy Bogner Herbert Leupold Tyskland                          | Allan Karlsson Lars Theodor Jonsson Nils-Joel Englund Arthur Häggblad Sverige                                                                  |
| 1935 Vysoké Tatry  | Mikko Husu Klaes Karppinen Väinö Liikkanen Sulo Nurmela Finland | Sverre Brodahl Bjarne Iversen Olaf Hoffsbakken Oddbjørn Hagen Norge                        | Halvar Moritz Erik August Larsson Martin Matsbo Nils-Joel Englund Sverige                                                                      |
| 1937 Chamonix      | Annar Ryen Oskar Fredriksen Sigurd Røen Lars Bergendahl Norge | Pekka Niemi Klaes Karppinen Juho 'Jussi' Kurikkala Kalle Jalkanen Finland                  | Giulio Gerardi Aristide Compagnoni Silvio Confortola Vincenzo Demetz Italien                                                                   |
| 1938 Lahtis        | Juho 'Jussi' Kurikkala Martti Lauronen Pauli Pitkänen Klaes Karppinen Finland                                                                                      | Ragnar Ringstad Olav Økern Arne Larsen Lars Bergendahl Norge                               | Sven Hansson Donald Johansson Sigurd Nilsson Martin Matsbo Sverige                                                                             |
| 1939 Zakopane      | Pauli Pitkänen Olavi Alakulppi Eino Olkinuora Klaes Karppinen Finland                                                                                              | Alvar Hägglund Selm Stenvall John Westbergh Carl Pahlin Sverige                            | Aristide Compagnoni Severino Compagnoni Goffredo Baur Alberto Jammaron Italien                                                                 |
| 1950 Lake Placid   | Nils Täpp Karl-Erik Åström Martin Lundström Enar Josefsson Sverige                                                                                                 | Heikki Hasu Viljo Vellonen Paavo Lonkila August Kiuru Finland                              | Martin Stokken Eilert Dahl Kristian Bjørn Henry Hermansen Norge                                                                                |
| 1954 Falun         | August Kiuru Tapio Mäkelä Arvo Viitanen Veikko Hakulinen Finland                                                                                                   | Nikolaj Koslov Fjodor Terentjev Aleksej Kuznetsov Vladimir Kuzin Sovjetunionen             | Sune Larsson Sixten Jernberg Arthur Olsson Per-Erik Larsson Sverige                                                                            |
| 1958 Lahtis        | Sixten Jernberg Lennart Larsson Sture Grahn Per-Erik Larsson Sverige                                                                                               | Fjodor Terentjev Nikolaj Anikin Anatolij Sjeljuchin Pavel Kolchin Sovjetunionen            | Kalevi Hämäläinen Arto Tiainen Arvo Viitanen Veikko Hakulinen Finland                                                                          |
| 1962 Zakopane      | Lars Olsson Sture Grahn Sixten Jernberg Assar Rönnlund Sverige | Väinö Huhtala Kalevi Laurila Pentti Pesonen Eero Mäntyranta Finland                        | Ivan Utrobin Pavel Kolchin Aleksej Kuznetsov Gennadij Vaganov Sovjetunionen                                                                    |
| 1966 Oslo          | Odd Martinsen Harald Grønningen Ole Ellefsæter Gjermund Eggen Norge                                                                                                | Kalevi Oikarainen Hannu Taipale Kalevi Laurila Eero Mäntyranta Finland                     | Giulio de Florian Franco Nones Gianfranco Stella Franco Manfroi Italien                                                                        |
| 1970 Vysoké Tatry  | Vladimir Voronkov Valery Tarakanov Fjodor Simasjov Vjatsjeslav Vedenin Sovjetunionen                                                                               | Gerd Hessler Axel Lesser Gerhard Grimmer Gert-Dietmar Klause Östtyskland                   | Ove Lestander Jan Halvarsson Ingvar Sandström Lars-Göran Åslund Sverige                                                                        |
| 1974 Falun         | Gerd Hessler Dieter Meinel Gerhard Grimmer Gert-Dietmar Klause Östtyskland                                                                                         | Ivan Garanin Fjodor Simasjov Vasilij Rotjev Jurij Skobov Sovjetunionen                     | Magne Myrmo Odd Martinsen Ivar Formo Oddvar Brå Norge                                                                                          |
| 1978 Lahtis        | Sven-Åke Lundbäck Christer Johansson Tommy Limby Thomas Magnuson Sverige                                                                                           | Esko Lähtevänoja Juha Mieto Pertti Teurajärvi Matti Pitkänen Finland                       | Lars-Erik Eriksen Ove Aunli Ivar Formo Oddvar Brå Norge                                                                                        |
| 1982 Oslo          | Lars-Erik Eriksen Ove Aunli Pål Gunnar Mikkelsplass Oddvar Brå Norge delat med → Vladimir Nikitin Aleksandr Batjuk Jurij Burlakov Aleksandr Zavjalov Sovjetunionen | (Ingen)                                                                                    | Kari Härkönen Aki Karvonen Harri Kirvesniemi Juha Mieto Finland delat med → Uwe Bellmann Uwe Wünsch Stefan Schicker Frank Schröder Östtyskland |
| 1985 Seefeld       | Arild Monsen Pål Gunnar Mikkelsplass Tor Håkon Holte Ove Aunli Norge                                                                                               | Marco Albarello Giorgio Vanzetta Maurilio De Zolt Giuseppe Ploner Italien                  | Erik Östlund Thomas Wassberg Thomas Eriksson Gunde Svan Sverige                                                                                |
| 1987 Oberstdorf    | Erik Östlund Gunde Svan Thomas Wassberg Torgny Mogren Sverige | Aleksandr Batjuk Vladimir Smirnov Michail Devjatjarov Vladimir Sachnov Sovjetunionen       | Ove Aunli Vegard Ulvang Pål Gunnar Mikkelsplass Terje Langli Norge                                                                             |
| 1989 Lahtis        | Christer Majbäck Gunde Svan Lars Håland Torgny Mogren Sverige | Aki Karvonen Harri Kirvesniemi Kari Ristanen Jari Räsänen Finland                          | Ladislav Švanda Martin Petrášek Radim Nyc Václav Korunka Tjeckoslovakien                                                                       |
| 1991 Val di Fiemme | Øyvind Skaanes Terje Langli Vegard Ulvang Bjørn Dæhlie Norge | Thomas Eriksson Christer Majbäck Gunde Svan Torgny Mogren Sverige                          | Mika Kuusisto Harri Kirvesniemi Jari Isometsä Jari Räsänen Finland                                                                             |
| 1993 Falun         | Sture Sivertsen Vegard Ulvang Terje Langli Bjørn Dæhlie Norge | Maurilio De Zolt Marco Albarello Giorgio Vanzetta Silvio Fauner Italien                    | Andrej Kirilov Igor Badamtjin Aleksej Prokurorov Michail Botvinov Ryssland                                                                     |
| 1995 Thunder Bay   | Sture Sivertsen Erling Jevne Bjørn Dæhlie Thomas Alsgaard Norge | Karri Hietamäki Harri Kirvesniemi Jari Räsänen Jari Isometsä Finland                       | Fulvio Valbusa Marco Albarello Fabio Maj Silvio Fauner Italien                                                                                 |
| 1997 Trondheim     | Sture Sivertsen Erling Jevne Bjørn Dæhlie Thomas Alsgaard Norge | Harri Kirvesniemi Mika Myllylä Jari Räsänen Jari Isometsä Finland                          | Giorgio Di Centa Silvio Fauner Pietro Piller Cottrer Fulvio Valbusa Italien                                                                    |
| 1999 Ramsau        | Markus Gandler Alois Stadlober Mikhail Botvinov Christian Hoffmann Österrike                                                                                       | Espen Bjervig Erling Jevne Bjørn Dæhlie Thomas Alsgaard Norge                              | Giorgio Di Centa Fabio Maj Fulvio Valbusa Silvio Fauner Italien                                                                                |
| 2001 Lahtis        | Frode Estil Odd-Bjørn Hjelmeset Thomas Alsgaard Tor Arne Hetland Norge                                                                                             | Urban Lindgren Mathias Fredriksson Magnus Ingesson Per Elofsson Sverige                    | Jens Filbrich Andreas Schlütter Ron Spanuth René Sommerfeldt Tyskland                                                                          |
| 2003 Val di Fiemme | Anders Aukland Frode Estil Tore Ruud Hofstad Thomas Alsgaard Norge                                                                                                 | Jens Filbrich Andreas Schlütter René Sommerfeldt Axel Teichmann Tyskland                   | Anders Södergren Per Elofsson Mathias Fredriksson Jörgen Brink Sverige                                                                         |
| 2005 Oberstdorf    | Odd-Bjørn Hjelmeset Frode Estil Lars Berger Tore Ruud Hofstad Norge                                                                                                | Jens Filbrich Andreas Schlütter Tobias Angerer Axel Teichmann Tyskland                     | Nikolaj Pankratov Vasilij Rotjev Jevgenij Dementiev Nikolaj Bolsjakov Ryssland                                                                 |
| 2007 Sapporo       | Eldar Rønning Odd-Bjørn Hjelmeset Lars Berger Petter Northug Norge                                                                                                 | Nikolaj Pankratov Vasilij Rotjev Alexander Legkov Jevgenij Dementiev Ryssland              | Martin Larsson Mathias Fredriksson Marcus Hellner Anders Södergren Sverige                                                                     |
| 2009 Liberec       | Eldar Rønning Odd-Bjørn Hjelmeset Tore Ruud Hofstad Petter Northug Norge                                                                                           | Jens Filbrich Tobias Angerer Franz Göring Axel Teichmann Tyskland                          | Matti Heikkinen Sami Jauhojärvi Teemu Kattilakoski Ville Nousiainen Finland                                                                    |
| 2011 Oslo          | Martin Johnsrud Sundby Eldar Rønning Tord Asle Gjerdalen Petter Northug Norge                                                                                      | Daniel Rickardsson Johan Olsson Anders Södergren Marcus Hellner Sverige                    | Jens Filbrich Axel Teichmann Franz Göring Tobias Angerer Tyskland                                                                              |
| 2013 Val di Fiemme | Tord Asle Gjerdalen Eldar Rønning Sjur Røthe Petter Northug Norge                                                                                                  | Daniel Rickardsson Johan Olsson Marcus Hellner Calle Halfvarsson Sverige                   | Jevgenij Belov Maksim Vylegzjanin Aleksandr Legkov Sergej Ustiugov Ryssland                                                                    |
| 2015 Falun         | Niklas Dyrhaug Didrik Tønseth Anders Gløersen Petter Northug Norge                                                                                                 | Daniel Rickardsson Johan Olsson Marcus Hellner Calle Halfvarsson Sverige                   | Jean Marc Gaillard Maurice Manificat Robin Duvillard Adrien Backscheider Frankrike                                                             |
| 2017 Lahtis        | Didrik Tønseth Niklas Dyrhaug Martin Johnsrud Sundby Finn Hågen Krogh Norge                                                                                        | Andrej Larkov Aleksandr Bessmertnych Aleksej Tjervotkin Sergej Ustiugov Ryssland           | Daniel Rickardsson Johan Olsson Marcus Hellner Calle Halfvarsson Sverige                                                                       |
| 2019 Seefeld       | Emil Iversen Martin Johnsrud Sundby Sjur Røthe Johannes Høsflot Klæbo Norge                                                                                        | Andrej Larkov Aleksandr Bessmertnych Aleksandr Bolsjunov Sergej Ustiugov Ryssland          | Adrien Backscheider Maurice Manificat Clément Parisse Richard Jouve Frankrike                                                                  |
| 2021 Oberstdorf    | Pål Golberg Emil Iversen Hans Christer Holund Johannes Høsflot Klæbo Norge                                                                                         | Aleksej Tjervotkin Ivan Jakimusjkin Artiom Maltsev Aleksandr Bolsjunov Ryska skidförbundet | Hugo Lapalus Maurice Manificat Clément Parisse Jules Lapierre Frankrike                                                                        |
| 2023 Planica       | Hans Christer Holund Pål Golberg Simen Hegstad Krüger Johannes Høsflot Klæbo Norge                                                                                 | Ristomatti Hakola Iivo Niskanen Perttu Hyvärinen Niko Anttola Finland                      | Albert Kuchler Janosch Brugger Jonas Dobler Friedrich Moch Tyskland                                                                            |
| 4 x 7,5 km         | |                                                                                            | |
| 2025 Trondheim     | Erik Valnes Martin Løwstrøm Nyenget Harald Østberg Amundsen Johannes Høsflot Klæbo Norge                                                                           | Cyril Fähndrich Jonas Baumann Jason Rüesch Valerio Grond Schweiz                           | Truls Gisselman William Poromaa Jens Burman Edvin Anger Sverige                                                                                |

## 10 km intervallstart
Debuterade: 1991.
| Spel               | Guld                         | Silver                   | Brons                         |
| 1991 Val di Fiemme | Terje Langli (NOR)           | Christer Majbäck (SWE)   | Torgny Mogren (SWE)           |
| 1993 Falun         | Sture Sivertsen (NOR)        | Vladimir Smirnov (KAZ)   | Vegard Ulvang (NOR)           |
| 1995 Thunder Bay   | Vladimir Smirnov (KAZ)       | Bjørn Dæhlie (NOR)       | Mika Myllylä (FIN)            |
| 1997 Trondheim     | Bjørn Dæhlie (NOR)           | Aleksej Prokurorov (RUS) | Mika Myllylä (FIN)            |
| 1999 Ramsau        | Mika Myllylä (FIN)           | Alois Stadlober (AUT)    | Odd-Bjørn Hjelmeset (NOR)     |
| 2001-2023          | Inte inkluderat i VM         | Inte inkluderat i VM     | Inte inkluderat i VM          |
| 2025 Trondheim     | Johannes Høsflot Klæbo (NOR) | Erik Valnes (NOR)        | Harald Østberg Amundsen (NOR) |

## Skiathlon
Debuterade: 1993.
| Spel                                                                         | Guld                                    | Silver                        | Brons                         |
| 10 km klassisk åkning med intervallstart + 15 km fristils-jakt. Olika dagar. |                                         |                               |                               |
| 1993 Falun                                                                   | Bjørn Dæhlie (NOR)                      | Vladimir Smirnov (KAZ)        | Silvio Fauner (ITA)           |
| 1995 Thunder Bay                                                             | Vladimir Smirnov (KAZ)                  | Silvio Fauner (ITA)           | Jari Isometsä (FIN)           |
| 1997 Trondheim                                                               | Bjørn Dæhlie (NOR)                      | Mika Myllylä (FIN)            | Aleksej Prokurorov (RUS)      |
| 1999 Ramsau                                                                  | Thomas Alsgaard (NOR)                   | Mika Myllylä (FIN)            | Fulvio Valbusa (ITA)          |
| 10 km klassisk åkning med intervallstart + 10 km fristils-jakt. Samma dag.   |                                         |                               |                               |
| 2001 Lahtis                                                                  | Per Elofsson (SWE)                      | Johann Mühlegg (ESP)          | Vitalij Denisov (RUS)         |
| 10 km klassisk åkning med intervallstart - skidbyte - 10 km fristils-jakt.   |                                         |                               |                               |
| 2003 Val di Fiemme                                                           | Per Elofsson (SWE)                      | Tore Ruud Hofstad (NOR)       | Jörgen Brink (SWE)            |
| 15 km klassisk åkning med masstart - skidbyte - 15 km fristils-jakt.         |                                         |                               |                               |
| 2005 Oberstdorf                                                              | Vincent Vittoz (FRA)                    | Giorgio Di Centa (ITA)        | Frode Estil (NOR)             |
| 2007 Sapporo                                                                 | Axel Teichmann (GER)                    | Tobias Angerer (GER)          | Pietro Piller Cottrer (ITA)   |
| 2009 Liberec                                                                 | Petter Northug (NOR)                    | Anders Södergren (SWE)        | Giorgio Di Centa (ITA)        |
| 2011 Oslo                                                                    | Petter Northug (NOR)                    | Maksim Vylegzjanin (RUS)      | Ilja Tjernousov (RUS)         |
| 2013 Val di Flemme                                                           | Dario Cologna (SUI)                     | Martin J. Sundby (NOR)        | Sjur Røthe (NOR)              |
| 2015 Falun                                                                   | Maksim Vylegzjanin (RUS)                | Dario Cologna (SUI)           | Alex Harvey (CAN)             |
| 2017 Lahtis                                                                  | Sergej Ustiugov (RUS)                   | Martin Johnsrud Sundby (NOR)  | Finn Hågen Krogh (NOR)        |
| 2019 Seefeld                                                                 | Sjur Røthe (NOR)                        | Aleksandr Bolsjunov (RUS)     | Martin Johnsrud Sundby (NOR)  |
| 2021 Oberstdorf                                                              | Aleksandr Bolsjunov Ryska skidförbundet | Simen Hegstad Krüger (NOR)    | Hans Christer Holund (NOR)    |
| 2023 Planica                                                                 | Simen Hegstad Krüger (NOR)              | Johannes Høsflot Klæbo (NOR)  | Sjur Røthe (NOR)              |
| 10 km klassisk åkning med masstart - skidbyte - 10 km fristils-jakt.         |                                         |                               |                               |
| 2025 Trondheim                                                               | Johannes Høsflot Klæbo (NOR)            | Martin Løwstrøm Nyenget (NOR) | Harald Østberg Amundsen (NOR) |

## Individuell sprint
Debuterade: 2001.
| Spel               | Guld                         | Silver                    | Brons                        |
| 2001 Lahtis        | Tor Arne Hetland (NOR)       | Cristian Zorzi (ITA)      | Håvard Solbakken (NOR)       |
| 2003 Val di Fiemme | Thobias Fredriksson (SWE)    | Håvard Bjerkeli (NOR)     | Tor Arne Hetland (NOR)       |
| 2005 Oberstdorf    | Vasilij Rotjev (RUS)         | Tor Arne Hetland (NOR)    | Thobias Fredriksson (SWE)    |
| 2007 Sapporo       | Jens Arne Svartedal (NOR)    | Mats Larsson (SWE)        | Eldar Rønning (NOR)          |
| 2009 Liberec       | Ola Vigen Hattestad (NOR)    | Johan Kjølstad (NOR)      | Nikolaj Morilov (RUS)        |
| 2011 Oslo          | Marcus Hellner (SWE)         | Petter Northug (NOR)      | Emil Jönsson (SWE)           |
| 2013 Val di Flemme | Nikita Krjukov (RUS)         | Petter Northug (NOR)      | Alex Harvey (CAN)            |
| 2015 Falun         | Petter Northug (NOR)         | Alex Harvey (CAN)         | Ola Vigen Hattestad (NOR)    |
| 2017 Lahtis        | Federico Pellegrino (ITA)    | Sergej Ustiugov (RUS)     | Johannes Høsflot Klæbo (NOR) |
| 2019 Seefeld       | Johannes Høsflot Klæbo (NOR) | Federico Pellegrino (ITA) | Gleb Retivych (RUS)          |
| 2021 Oberstdorf    | Johannes Høsflot Klæbo (NOR) | Erik Valnes (NOR)         | Håvard Solås Taugbøl (NOR)   |
| 2023 Planica       | Johannes Høsflot Klæbo (NOR) | Pål Golberg (NOR)         | Jules Chappaz (FRA)          |
| 2025 Trondheim     | Johannes Høsflot Klæbo (NOR) | Federico Pellegrino (ITA) | Lauri Vuorinen (FIN)         |

## Lag-sprint
Debuterade: 2005
| Spel               | Guld                                      | Silver                                           | Brons                                                 |
| 2005 Oberstdorf    | Tore Ruud Hofstad Tor Arne Hetland Norge  | Jens Filbrich Axel Teichmann Tyskland            | Dušan Kožíšek Martin Koukal Tjeckien                  |
| 2007 Sapporo       | Renato Pasini Cristian Zorzi Italien      | Nikolaj Morilov Vasilij Rotjev Ryssland          | Milan Šperl Dušan Kožíšek Tjeckien                    |
| 2009 Liberec       | Ola Vigen Hattestad Johan Kjølstad Norge  | Tobias Angerer Axel Teichmann Tyskland           | Sami Jauhojärvi Ville Nousiainen Finland              |
| 2011 Oslo          | Devon Kershaw Alex Harvey Kanada          | Petter Northug Ola Vigen Hattestad Norge         | Aleksandr Panzjinskij Nikita Krjukov Ryssland         |
| 2013 Val di Fiemme | Aleksej Petuchov Nikita Krjukov Ryssland  | Marcus Hellner Emil Jönsson Sverige              | Nikolaj Tjebotko Aleksej Poltoranin Kazakstan         |
| 2015 Falun         | Finn Hågen Krogh Petter Northug Norge     | Aleksej Petuchov Nikita Krjukov Ryssland         | Dietmar Nöckler Federico Pellegrino Italien           |
| 2017 Lahtis        | Nikita Krjukov Sergej Ustiugov Ryssland   | Dietmar Nöckler Federico Pellegrino Italien      | Sami Jauhojärvi Iivo Niskanen Finland                 |
| 2019 Seefeld       | Emil Iversen Johannes Høsflot Klæbo Norge | Gleb Retivych Aleksandr Bolsjunov Ryssland       | Francesco De Fabiani Federico Pellegrino Italien      |
| 2021 Oberstdorf    | Erik Valnes Johannes Høsflot Klæbo Norge  | Ristomatti Hakola Joni Mäki Finland              | Aleksandr Bolsjunov Gleb Retivych Ryska skidförbundet |
| 2023 Planica       | Pål Golberg Johannes Høsflot Klæbo Norge  | Francesco De Fabiani Federico Pellegrino Italien | Renaud Jay Richard Jouve Frankrike                    |
| 2025 Trondheim     | Erik Valnes Johannes Høsflot Klæbo Norge  | Ristomatti Hakola Lauri Vuorinen Finland         | Oskar Svensson Edvin Anger Sverige                    |

## Individuella medaljer
| Plac. | !Utövare                | Guld | Silver | Brons | Totalt |
| ----- | ----------------------- | ---- | ------ | ----- | ------ |
| 1     | Bjørn Dæhlie            | 9    | 5      | 3     | 17     |
| 2     | Petter Northug          | 9    | 3      | 0     | 12     |
| 3     | Gunde Svan              | 7    | 3      | 1     | 11     |
| 4     | Thomas Alsgaard         | 6    | 2      | 1     | 9      |
| 5     | Odd-Bjørn Hjelmeset     | 5    | 0      | 3     | 8      |
| 6     | Vladimir Smirnov        | 4    | 4      | 3     | 11     |
| 7     | Klaes Karppinen         | 5    | 5      | 0     | 10     |
| 8     | Mika Myllylä            | 4    | 3      | 2     | 9      |
| 8     | Torgny Mogren           | 4    | 3      | 2     | 9      |
| 10    | Frode Estil             | 4    | 2      | 3     | 9      |
| 11    | Tore Ruud Hofstad       | 4    | 1      | 1     | 6      |
| 12    | Eldar Rønning           | 4    | 1      | 1     | 6      |
| 13    | Sixten Jernberg         | 4    | 0      | 2     | 6      |
| 13    | Sture Sivertsen         | 4    | 0      | 0     | 4      |
| 15    | Thomas Wassberg         | 3    | 3      | 1     | 7      |
| 16    | Veikko Hakulinen        | 3    | 3      | 1     | 7      |
| 17    | Veli Saarinen           | 3    | 2      | 1     | 6      |
| 18    | Nils-Joel Englund       | 3    | 1      | 2     | 6      |
| 19    | Lars Bergendahl         | 3    | 1      | 1     | 5      |
| 19    | Per Elofsson            | 3    | 1      | 1     | 5      |
| 19    | Tor Arne Hetland        | 3    | 1      | 1     | 5      |
| 22    | Terje Langli            | 3    | 0      | 1     | 4      |
| 23    | Gjermund Eggen          | 3    | 0      | 0     | 3      |
| 23    | Lars Berger             | 3    | 0      | 0     | 3      |
| 23    | Pauli Pitkänen          | 3    | 0      | 0     | 3      |
| 26    | Axel Teichmann          | 2    | 5      | 1     | 8      |
| 27    | Gerhard Grimmer         | 2    | 3      | 1     | 6      |
| 28    | Vegard Ulvang           | 2    | 2      | 4     | 8      |
| 29    | Eero Mäntyranta         | 2    | 2      | 1     | 5      |
| 30    | Erling Jevne            | 2    | 2      | 0     | 4      |
| 31    | Ove Aunli               | 2    | 1      | 3     | 5      |
| 32    | Pål Gunnar Mikkelsplass | 2    | 1      | 1     | 4      |
| 33    | Oddvar Brå              | 2    | 0      | 2     | 4      |
| 34    | Harri Kirvesniemi       | 1    | 3      | 4     | 8      |
| 35    | Maurilio De Zolt        | 1    | 3      | 2     | 6      |
| 35    | Vassili Rotchev         | 1    | 3      | 2     | 6      |
| 37    | Marcus Hellner          | 1    | 3      | 1     | 5      |
| 38    | Silvio Fauner           | 1    | 2      | 4     | 7      |
| 39    | Christer Majbäck        | 1    | 2      | 2     | 5      |
| 40    | Aleksej Prokurorov      | 1    | 1      | 4     | 6      |
| 41    | Odd Martinsen           | 1    | 1      | 3     | 5      |
| 42    | Jens Filbrich           | 0    | 4      | 3     | 7      |
| 42    | Tobias Angerer          | 0    | 4      | 3     | 7      |
| 44    | Anders Södergren        | 0    | 3      | 2     | 5      |
| 45    | Fulvio Valbusa          | 0    | 1      | 4     | 5      |

| Plac. | Utövare             | Guld | Silver | Brons | Totalt |
| 1     | Bjørn Dæhlie        | 4    | 1      | 0     | 5      |
| 1     | Klaes Karppinen     | 4    | 1      | 0     | 5      |
| 1     | Thomas Alsgaard     | 4    | 1      | 0     | 5      |
| 1     | Petter Northug      | 4    | 1      | 0     | 5*     |
| 5     | Eldar Rønning       | 4    | 0      | 0     | 4      |
| 5     | Odd-Bjørn Hjelmeset | 4    | 0      | 0     | 4      |
| 5     | Tore Ruud Hofstad   | 4    | 0      | 0     | 4*     |
| 8     | Frode Estil         | 3    | 0      | 0     | 3      |
| 8     | Sture Sivertsen     | 3    | 0      | 0     | 3      |
| 10    | Lars Berger         | 2    | 0      | 0     | 2      |
| 10    | Pauli Pitkänen      | 2    | 0      | 0     | 2      |
| 10    | Sture Grahn         | 2    | 0      | 0     | 2      |
| 10    | Sulo Nurmela        | 2    | 0      | 0     | 2      |
| 10    | Tor Arne Hetland    | 2    | 0      | 0     | 2      |
| 10    | Tord Asle Gjerdalen | 2    | 0      | 0     | 2      |
| 16    | Nils-Joel Englund   | 1    | 0      | 2     | 3      |
| 16    | Oddvar Brå          | 1    | 0      | 2     | 3      |
| 18    | Axel Teichmann      | 0    | 5      | 1     | 6*     |
| 19    | Jens Filbrich       | 0    | 4      | 2     | 6*     |
| 20    | Harri Kirvesniemi   | 0    | 3      | 2     | 5      |
| 21    | Jari Räsänen        | 0    | 3      | 1     | 4      |
| 21    | Tobias Angerer      | 0    | 3      | 1     | 4*     |
| 21    | Vassili Rotchev     | 0    | 3      | 1     | 4*     |
| 21    | Marcus Hellner      | 0    | 3      | 1     | 4*     |
| 25    | Andreas Schlütter   | 0    | 2      | 1     | 3      |
| 25    | Jari Isometsä       | 0    | 2      | 1     | 3      |
| 25    | Marco Albarello     | 0    | 2      | 1     | 3      |
| 28    | Silvio Fauner       | 0    | 1      | 3     | 4      |
| 29    | Anders Södergren    | 0    | 1      | 2     | 3      |
| 29    | Mathias Fredriksson | 0    | 1      | 2     | 3      |
| 31    | Fulvio Valbusa      | 0    | 0      | 3     | 3      |

| Plac. | Utövare             | Guld | Silver | Brons | Totalt |
| 1     | Jens Filbrich       | 0    | 4      | 3     | 7      |
| 1     | Tobias Angerer      | 0    | 4      | 3     | 7      |
| 3     | Anders Södergren    | 0    | 3      | 2     | 5      |
| 4     | Fulvio Valbusa      | 0    | 1      | 4     | 5      |
| 5     | Jari Räsänen        | 0    | 3      | 1     | 4      |
| 6     | Pavel Koltjin       | 0    | 3      | 1     | 4      |
| 6     | Giorgio Di Centa    | 0    | 1      | 3     | 4      |
| 8     | Jari Isometsä       | 0    | 2      | 2     | 4      |
| 8     | Juha Mieto          | 0    | 2      | 2     | 4      |
| 8     | Mathias Fredriksson | 0    | 2      | 2     | 4      |